# Lijeva Reka
Lijeva Reka (izvirno srbsko Лијева Река) je naselje v Srbiji, ki upravno spada pod Občino Sjenica; slednja pa je del Zlatiborskega upravnega okraja.

## Demografija
V naselju živi 14 polnoletnih prebivalcev, pri čemer je njihova povprečna starost 60,6 let (53,8 pri moških in 67,5 pri ženskah). Naselje ima 7 gospodinjstev, pri čemer je povprečno število članov na gospodinjstvo 2,00.
To naselje je, glede na rezultate popisa iz leta 2002, večinoma srbsko.
|  |

| Demografija | Demografija     | Demografija     |
| Leto        | Št. prebivalcev | Št. prebivalcev |
| ----------- | --------------- | --------------- |
|             |                 |                 |
|             |                 |                 |
|             |                 |                 |
|             |                 |                 |
| 1948        | 63              |                 |
| 1953        | 66              |                 |
| 1961        | 64              |                 |
| 1971        | 112             |                 |
| 1981        | 108             |                 |
| 1991        | 27              | 27              |
| 2002        | 14              | 14              |
|             |                 |                 |

| Etnična sestava po popisu iz leta 2002 | Etnična sestava po popisu iz leta 2002 | Etnična sestava po popisu iz leta 2002 | Etnična sestava po popisu iz leta 2002 | Etnična sestava po popisu iz leta 2002 |
| -------------------------------------- | -------------------------------------- | -------------------------------------- | -------------------------------------- | -------------------------------------- |
| Srbi                                   | Srbi                                   |                                        | 12                                     | 85,71%                                 |
| Bošnjaki                               | Bošnjaki                               |                                        | 2                                      | 14,28%                                 |
| Neznano                                | Neznano                                |                                        | 0                                      | 0,0%                                   |